# 貝加爾湖沿岸區

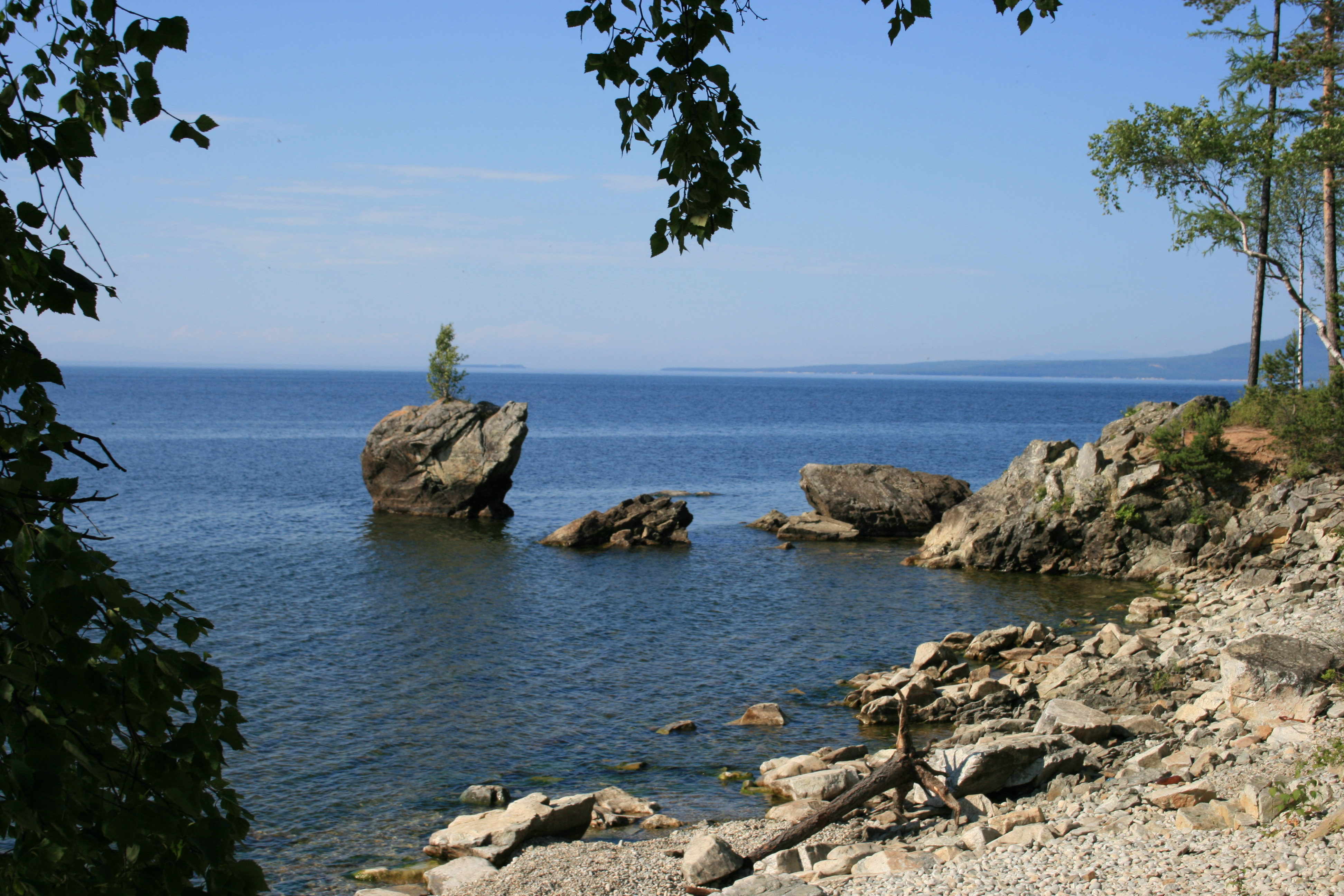

52°12′N 107°37′E / 52.200°N 107.617°E
貝加爾湖沿岸區（俄语：Прибайкальский район），是俄羅斯的一個區，位於該國南部，由布里亞特共和國負責管轄，始建於1940年12月12日，面積15,472平方公里，2010年人口26,856，人口密度每平方公里1.74人。